# شهر ساحلی
شهر ساحلی (به انگلیسی: City by the Sea) فیلمی است محصول سال ۲۰۰۲ و به کارگردانی مایکل کاتن-جونز است. در این فیلم بازیگرانی همچون رابرت دنیرو، فرانسیس مک‌دورمند، جیمز فرانکو، الیزا دوشکوه، ویلیام فورسایت، جرج دزوندزا، پتی لوپن، انسون مونت، جان دومن، درنا د نیرو، نستور سرانو و مایکل پی موران ایفای نقش کرده‌اند.

## چکیده داستان
وینسنت لامارکا پلیسی است که پدرش زمانی در زندان سینگ سینگ به جرم آدم‌ربایی و قتل اعدام شده‌است. پسرش جوی که معتاد است در قتل یک فروشنده مواد مخدر دست دارد و توسط شریک قربانی تعقیب می‌شود. پدرش وینسنت می‌خواهد از او در برابر این شریک محافظت کند.